# Lophopanopeus lockingtoni
Lophopanopeus lockingtoni is een krabbensoort uit de familie van de Panopeidae. De wetenschappelijke naam van de soort is voor het eerst geldig gepubliceerd in 1900 door Rathbun.